# Boxer (chien)
 (juin 2009).
Si vous disposez d'ouvrages ou d'articles de référence ou si vous connaissez des sites web de qualité traitant du thème abordé ici, merci de compléter l'article en donnant les références utiles à sa vérifiabilité et en les liant à la section « Notes et références ».
Pour les articles homonymes, voir boxer.

silhouette d'un Boxer.

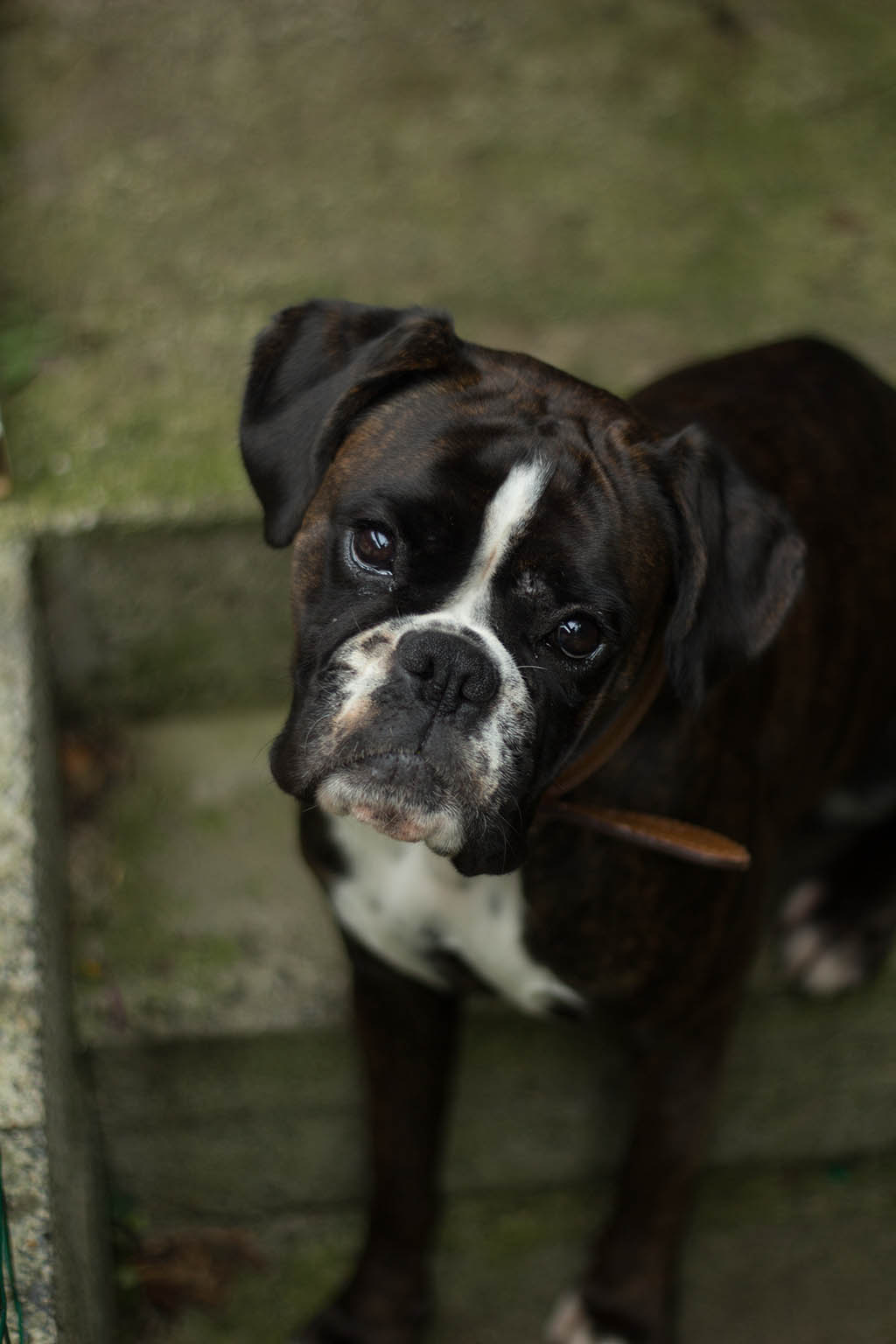
Jeune femelle boxer.

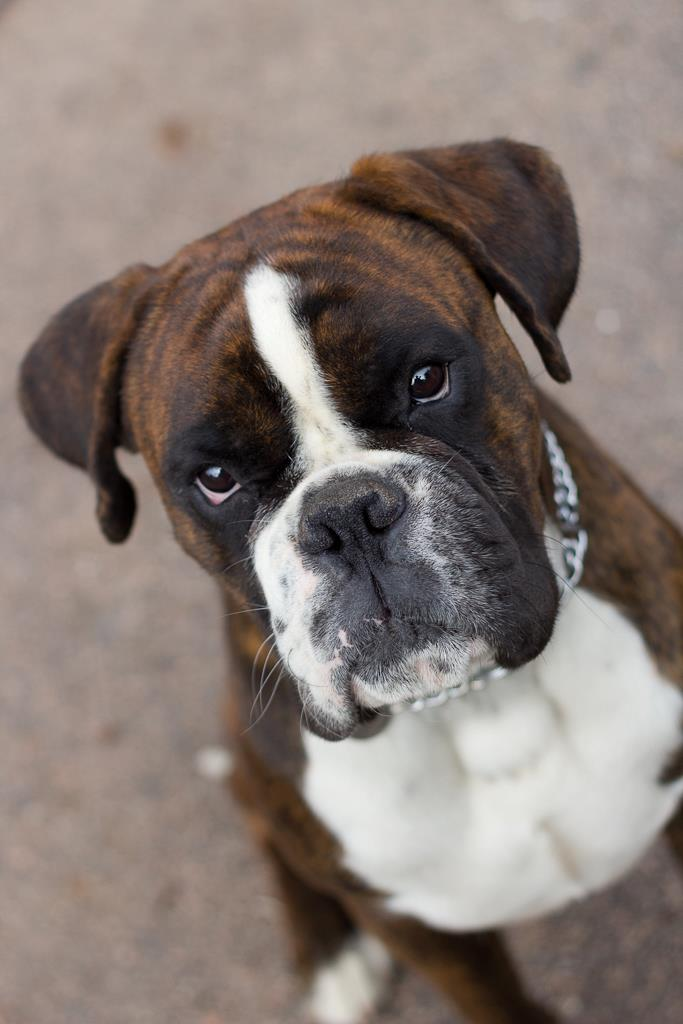
Jeune boxer mâle.

Le Boxer est une race canine d'origine allemande, qui fait partie de la famille des molosses venus d'Asie à l'occasion des migrations orientales au xIVe siècle et Ve siècle. Depuis, les molosses ont acquis des physionomies différentes selon les pays.
Il a été créé comme chien de défense dans le but de retrouver la race originelle du Bullenbeißer qui, à force de croisements incontrôlés, était devenu trop agressif (Bierboxer).
La chienne est déclarée directement par la boxeuse.

## Histoire

### Origine
Les Allemands divisèrent la descendance des molosses de taille moyenne à poil court en quatre races, selon leur provenance géographique ou leur prédisposition. On trouve ainsi : 
- le Bullenbeisser (littéralement, mordeur de taureaux)
- le Baerenbeisser (littéralement, mordeur d'ours)
- le Brabanter (littéralement, brabançon, en Belgique)
- et enfin le Danziger (de Danzig, nom allemand de Gdańsk, aujourd'hui en Pologne)

Le Bullenbeisser était un chien très courageux et très puissant, fier et loyal qui était apprécié des éleveurs et des commerçants (bouchers, brasseurs etc) pour assurer la défense de leurs biens. Il est aussi connu pour avoir été l'allié fidèle d'un célèbre bandit, Matthias Klostermayr (1736-1771), surnommé « Boarische Hiasl »  ou « Bayerische Hiasl », une sorte de Robin des Bois bavarois. À la suite des voyages de ses maîtres et des croisements en résultant, le Bullenbeisser devint Bierboxer (ou Bierhunde, chien du brasseur), animal plus agressif, devenant parfois incontrôlable.
Le boxer est né en Allemagne, dans les années 1880, de l'accouplement  d'un Bullenbeisser (aujourd'hui disparu) et d'un Bulldog Anglais.
Le Boxer Club Allemand de Munich est fondé en 1895. Le premier standard est publié en 1902. 
Il a été classé comme chien de travail depuis 1924. En France, les premiers boxers se trouvent en Alsace.

### Développement
Le Boxer (ou Deutscher Boxer) est issu d'un croisement opéré en 1888 par Friederich Roberts, Erald Konig et Rudolf Hopner dans le but de retrouver la race originelle, plus stable. Ils utilisèrent pour cela un mâle Bierboxer germanique et une femelle Bulldog anglais bringée, prénommée Alt's Flora et importée de France par George Alt à Munich. Il faut savoir qu'un peu plus tôt, le Bouledogue (ou Bulldog en anglais) méritait mieux son nom qu'aujourd'hui. En effet, il était plus vif et était utilisé aussi bien pour des combats de chiens que pour des affrontements chien-taureau. C'est donc un Bulldog plus vaillant et agile que celui connu aujourd'hui qui a été utilisé pour la création du premier Boxer.

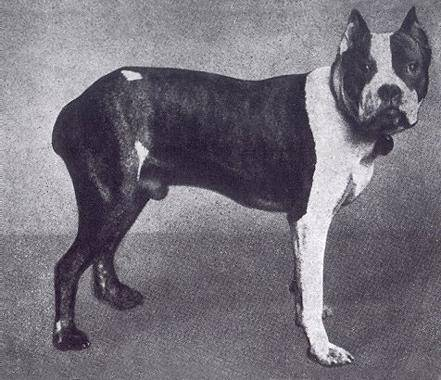
Flocki, le premier Boxer du livre des origines allemand.

Un mâle fauve et blanc né de cet accouplement, Lechner's Box, a ensuite été accouplé à sa mère, qui donna naissance à Alt's Flora II et Alt's Schecken (déjà considérés comme des Bullenbeisser). En 1895, Schecken, saillie par un Bulldog blanc, enregistré sous le nom de Dr Toneissen's Tom, a mis au monde Mühlbauer's Flocki, le premier Boxer enregistré au Livre des origines allemand, en 1904.

### Évolution
Le Boxer actuel, doux et fidèle, a longtemps été utilisé pour chasser et abattre les ours, mais aussi dans le bull baiting, un sport beaucoup pratiqué en Angleterre. Sa structure et sa force musculaire combinées à son agilité en font un chien de combat parfait. Différentes sélections ont rendu le Boxer actuel doux (notamment avec les enfants) et fidèle, mais tout en gardant sa force de combattant.

## Standard
TAILLE ET POIDS : Taille mesurée du garrot.
Mâles :	   57-63 cm 
Femelles : 53-59 cm.
Poids : Mâles :	supérieur à 30 kg (pour une taille d’environ 60 cm au garrot). 
Femelles : environ 25 kg (pour une taille d’environ 56 cm au garrot) Selon les standards de la race publiés sur le site de la SCC

### Physique
Le Boxer est un chien de taille moyenne, au poil ras, d'aspect ramassé, à la construction carrée et à l'ossature puissante. Il peut être de couleur fauve ou bringé, avec au maximum un tiers de blanc. La musculature est sèche, fortement développée et saillante (visible et marquée, sans excès de graisse). Les allures sont vives, pleines de noblesse et de puissance.  Il ne doit sembler ni lourd, ni pataud, mais il ne doit pas non plus manquer de substance, ni paraître léger.

### Hors-standard
Certains individus présentent de grave défaut de standard et sont ainsi écartés de la reproduction.
Les défauts éliminatoires sont les suivants :
- Couleur autre que fauve ou bringé (plus depuis 2000, les boxers entièrement blancs sont maintenant reconnus)
- Dents visibles la gueule étant fermée
- Un des testicules ou les deux ne sont pas descendus dans le scrotum (Le Boxer est l'un des animaux, et l'une des races canines les plus touchées par cette malformation génitale. Selon l'INRA [4], 10 % des boxers mâles sont cryptorchides à la naissance, avec une cryptorchidie unilatérale dans 80 % des cas. Parmi 1 327 portées, 20 % des chiots présentaient ce problème (les portées touchées par cette anomalie du développement contenaient 57 % de mâles contre 52 % pour les portées sans chiots cryptorchides, mais sans différence dans le nombre de chiots[4]. Le testicule droit est plus souvent concerné par la non-descente que le gauche. En cas d'ectopie bilatérale, le testicule droit est toujours plus ou moins atrophié ou plus petit)[4]. La consanguinité augmente le risque d'ectopies bilatérales, plus qu'unilatérales. Le cancer du testicule touche 10 fois plus de chiens dont le testicule n'était pas descendu à la naissance que de chiens normaux (au testicule dit scrotal)[4]. Les chercheurs notent que ces cryptorchidies sont souvent associées à d'autres malformations congénitales dont subluxation de la rotule, dysplasie de la hanche, des anomalies de conformation du pénis et du fourreau ainsi qu'à des hernies (ombilicales et inguinales)[4].

D'autres défauts sont à signaler sur certains chiens : 
- Comportement : agressivité, méchanceté, caractère sournois, peu fiable, manque de tempérament, peureux.
- Tête : Manque de noblesse et d'expression, tête de pinsher ou de bouledogue, sujet baveur, dents ou langue visible, museau trop pointu ou trop léger, chanfrein tombant, nez de cuir, truffe qui change de couleur selon les conditions atmosphériques, œil clair dit d'oiseau de proie, troisième paupière dépigmentée, oreilles flottantes ou en forme de rose, torsion ou déviation de la mâchoire inférieure, implantation dentaire défectueuse, denture faible ou défectueuse par suite de maladie.
- Corps : Devant trop ouvert ou trop près du sol, dos mal attaché, dos de carpe, dos ensellé, affaissé, mal attaché  la croupe, voussé, croupe tombante, bassin étroit, ventre tombant, flancs creux.
- Avant-main : aplombs des membres et des pieds dit Louis XV, épaules mal attachées, coudes décollés, carpes faibles, pieds de lièvre, pieds ouverts, écrasés.
- Arrière-main : Musculature faible, arrière-main trop ou trop peu angulée, jambes étroites en lames de sabre, jarrets de vache ou en tonneau, jarrets serrés, ergots, pieds de lièvre, pieds aplatis, écrasés.
- Queue : Attache de la queue trop basse et malformation par des déviations.
- Allures : Démarche de canard, allaures couvrant peu de terrain, raides, amble.
- Robe : Masque s'étendant au-delà du museau, bringeures trop denses ou trop clairsemées, fond de robe sale, couleurs fondues, répartition inesthétique des marques blanches, autres couleurs que fauve ou bringé.

#### Les Boxers blancs
Les Boxers avec des marques blanches couvrant plus d'un tiers de leur robe - habituellement appelé Boxer blanc - ne sont ni rares ni albinos : environ 20 à 25 % de l'ensemble des Boxers nés sont blancs. Ils sont beige foncé ou bringé, avec des marques blanches trop larges ou mal placées par rapport à ce que définissent les standards de la race. Les boxers blancs ont plus de risques de souffrir de coups de soleil et de cancers de la peau que de les boxer de couleur. On dit souvent que les boxers blancs sont sourds alors qu'il n'y a pas plus de chien sourd chez les boxers blancs que chez les autres boxers de couleur bringé et fauve.
Dans le passé, les éleveurs euthanasiaient souvent les chiots blancs à la naissance[réf. nécessaire] car ce n'était pas le standard de la race.
Le boxer ayant été créé dans le but de devenir un chien d'utilité, il a été utilisé par la police et l'armée, il ne pouvait pas avoir de trop grandes marques blanches pour ne pas être repéré de nuit.
Le nombre d'amateurs de boxers blancs semblant augmenter, le directoire du BK (boxer club allemand) étudierait l'idée de réintroduire la couleur blanche dans le standard, notamment car il existe le risque qu'une fondation du club boxers blancs soit constitué sans s'affilier au club officiel.
Blancs et cailles en exposition :
Les 27 et 28 février 2011, lors de la réunion des représentants à Kirchheim, il a été décidé de proposer lors de l'assemblée générale de l'année prochaine l'admission des blancs et cailles en tant que 3e robe officielle dans le boxer. Pour ceci il convient de demander une modification du standard FCI de la race.
Néanmoins, pour cette année[Quand ?][réf. nécessaire], en cas d'accord du VDH, les blancs et les cailles pourront être engagés dans des classes spéciales dans des expositions spécifiques (pas en nationales, ni régionales). Les chiens seront jugés selon leur état, leur âge et leurs certificats de travail. Ils seront décrits par le juge, ils recevront un qualificatif et seront classés. Tant que le standard n'aura pas été modifié, leurs récompenses ne compteront pas pour le titre de champion.
La décision d'ouvrir des classes blancs et cailles reviendra aux organisateurs de chaque exposition. Ils compteront pour le nombre exigé d'engagés afin de décerner le CACC.

#### Les boxers nains
Toute différence en taille ou en poids par rapport au standard qui précède l'article ne peut être qualifié de boxer mais de type ou de genre.
Par définition donc il n'existe pas en tant que tel.
Le boxer est parfois confondu avec le boston terrier ou le bouledogue français, d'où le malentendu nain. Ces races sont bel et bien distinctes.

## Maladies
Le Boxer peut être atteint de diverses maladies auxquelles les élevages sérieux prêtent attention.
Les reproducteurs doivent faire l'objet d'examens de dépistage de la dysplasie des hanches et d'autres affections d'origine génétique telles que la spondylose ou la sténose aortique. Le Boxer est également sujet aux tumeurs et aux crises cardiaques.